# Кассино
Кассино (итал. Cassino, Сан-Джермано до 1863 года) — город в Италии, располагается в области Лацио, подчиняется административному центру Фрозиноне (в Латинской Долине).
Второй по величине город в провинции по количеству жителей, он был на протяжении веков административным центром Земли Святого Бенедикта, и является частью исторического региона Терра-ди-Лаворо. 
К западу от города на скалистом холме расположен один из старейших и крупнейших монастырей мира, самый старый официальный монастырь в Европе — бенедиктинское аббатство Монтекассино, которое оказало огромное влияние на развитие образования, медицины, науки и культуры в Европе, (особенно в период Средневековья и эпохи Возрождения), будучи одним из крупнейших книгохранилищ в регионе.
Город был почти полностью разрушен бомбардировками во Второй мировой войне, и поэтому также известен как Город-мученик, он был полностью восстановлен после войны.
Население города составляет 36 570  человек (на 2019), плотность населения - 438,38 чел./км². Занимает площадь 83,42 км². Почтовый индекс — 03043. Телефонный код — 0776.
Покровителем коммуны почитается святой Бенедикт Нурсийский, основатель аббатства Монтекассино, и святой Герман. 
Праздник ежегодно празднуется 21 марта.

## Экономика
В Кассино расположен автомобильный завод компании Fiat (выпускает автомобили Fiat Bravo).